# Barry Hannah
Howard Barry Hannah (* 23. April 1942 in Meridian, Mississippi, USA; † 1. März 2010 in Oxford, Mississippi) war ein US-amerikanischer Literaturwissenschaftler und Schriftsteller.

## Leben und Schaffen
Nach dem Besuch des Mississippi College in Clinton studierte er von 1964 bis 1967 an der University of Arkansas und schloss dieses Studium 1967 mit einem Master of Fine Arts ab.
1972 erschien sein erster Roman „Geronimo Rex“. Hierfür wurde er nicht nur mit dem William-Faulkner-Preis ausgezeichnet, sondern erhielt auch eine Nominierung für den National Book Award. Seine 1996 erschienenen Erzählungen High Lonesome erhielten eine Nominierung für den Pulitzer-Preis.
1983 wurde er zum Professor für Kreatives Schreiben an die University of Mississippi berufen und hatte diese Lehrtätigkeit bis zu seinem Tode inne. Nach seinem Tode widmete die Universität ihre jährliche Buchkonferenz seinem schriftstellerischen Werk.
Weitere Romane und Erzählungen waren:
- Nightwatchmen (1973)
- Airships (1978)
- Ray (1980)
- The Tennis Handsome (1983)
- Captain Maximus (1985)
- Hey Jack! (1987)
- Boomerang (1989)
- Never Die (1991)
- Bats out of Hell (1993)
- Yonder Stands Your Orphan (2001)
- Sick Soldier at Your Door (2010)

Hannah liebte außer dem Schreiben das Motorradfahren und den Alkohol (“hard-drinking lifestyle”). Seit 1995 eine Krebs-Erkrankung entdeckt wurde, erhielt er Chemotherapie. Er starb zuletzt an den Folgen eines Herzinfarkts. Zwei seiner Ehen mündeten in Scheidung. Er hinterließ eine dritte Ehefrau, zwei Söhne und eine Tochter. Das Buch Sick Soldier at Your Door erschien posthum.